# Raphe (Kieselalgen)
Die Raphe ist ein spaltförmiger, häufig kompliziert gebauter Durchbruch in den Schalen der Kieselalgen-Ordnung Pennales. Sie erstreckt sich längs der Zellachse (Apikalachse) und liegt in der Schalenmitte oder erhaben auf einem besonderen Raphenkiel, der auch am Schalenrand verlaufen kann. Sie stellt eine Verbindung des Cytoplasmas mit dem umgebenden Medium her und dient als Bewegungsorganell, mit dessen Hilfe sich Kieselalgen mit Geschwindigkeiten von über 20 µm/Sekunde bewegen können. Allerdings wird nicht bei allen raphentragenden Kieselalgen aktive Beweglichkeit beobachtet.